# زنبوردرمانی

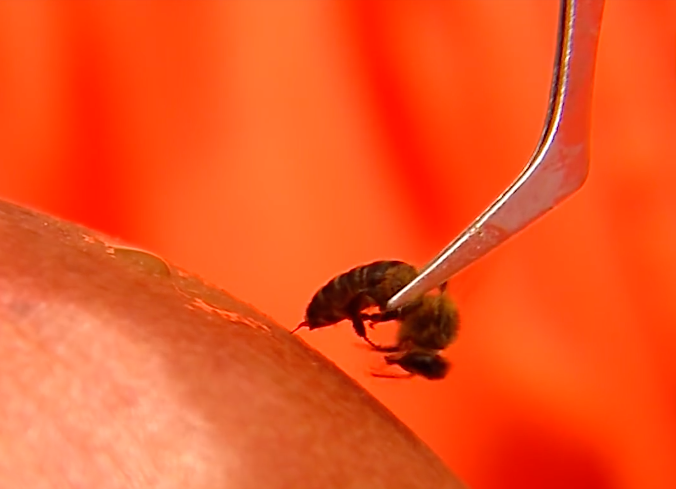
استفاده از نیش زنبور در زنبوردرمانی

زنبوردرمانی یا آپیتراپی (به انگلیسی: Apitherapy) استفادهٔ پزشکی از محصولات زنبور عسل است که می‌تواند شامل استفاده از عسل، شاه‌انگبین، سم زنبور و… باشد. بیشتر ادعاها دربارهٔ زنبوردرمانی با استانداردهای علمی پزشکی مبتنی بر شواهد اثبات نشده‌اند. شرایط و بیماری‌های مختلفی توسط معتقدان به این شیوهٔ درمانی به عنوان کاندید پیشنهاد شده‌اند.
واکنش‌های منفی به زهر زنبور در زنبوردرمانی متداول است. قرار گرفتن در معرض زهر زنبور به صورت پیوسته می‌تواند باعث بیماری مفصل شود.

## تاریخچه
تعیین منشأ دقیق زنبوردرمانی مشکل است و می‌تواند به عقب، به مصر باستان، یونان و چین بازگردد. استفاده از عسل و سایر محصولات زنبور می‌تواند به هزاران سال پیش برگرد و خواص درمانی آن در متون مقدس زیادی آمده‌است که بیشتر در ارتباط با فواید تغذیه‌ای استفاده از محصولات زنبور هستند نه استفاده از سم زنبور.
بیشترین تحقیقات امروزی دربارهٔ زنبوردرمانی، مخصوصاً سم زنبور، با تلاش‌های یک پزشک به نام فیلیپ تِرک آغاز شد. او دربارهٔ رابطهٔ عجیب بین نیش زنبور و روماتیسم در ۱۸۸۸ گزارش داد. معروفیت تازه‌تر در طول ۶۰ سال گذشته می‌تواند به یک زنبوردار از ورمانت ایالات متحده به نام چارلز مراز بازگردد.

## اعمال بالینی
اگرچه زنبوردرمانی شامل استفاده از محصولات زنبور است، این کلمه بیشتر در ارتباط با درمان با سم زنبور است و نه استفاده از عسل یا دیگر محصولات زنبور.
ادعا می‌شود که درمان با نیش زنبور برای آرتریت، بورسیت، تاندونیت، هرپس زوستر در کنار دیگر بیماری‌ها کاربرد دارد.
فراوان‌ترین جز فعال سم زنبور ملیتیناست که فعالیت ضدالتهابی قوی دارد. اگرچه سم زنبور مخلوط پیچیده‌ای از پپتیدها و پروتئین‌های متنوع است که برخی از آن‌ها برای دستگاه عصبی و دستگاه ایمنی اثرات سمی دارند.
هیچ استانداردی برای استفاده از سم زنبور وجود ندارد. برخی ادعا می‌کنند که مکان ورود نیش زنبور مهم است در حالی که برخی دیگر گزارش کرده‌اند که محل ورود نیش زنبور مهم نیست. تعداد نیش‌ها نیز از چند دانه تا صدها عدد متغیر است که ممکن است توسط زنبور زنده یا به وسیلهٔ تزریق وارد شوند. این درمان می‌تواند دردناک باشد و حتی در صورتی که بیمار به سم زنبور حساسیت داشته باشد می‌تواند ایجاد شوک آنافیلاکسی کند و موجب مرگ شود.

## بررسی‌های علمی
در یک تحقیق کنترل شده در دانشگاه علوم سلامت Allegheny در فیلادلفیا مشخص شد که سم زنبور در هیچ دوزی هیچ اثر مثبتی در موش‌های مبتلا به مولتیپل اسکلوروزیس(MS)نداشت. علاوه بر این خیلی از حیواناتی که این درمان را دریافت کردند نسبت به حیوانات گروه شاهد، علایم بدتری را نشان دادند.
هدف مرحله اول تحقیقات در مرکز پزشکی دانشگاه جرج‌تاون در واشینگتن که مخارج آن توسط انجمن MS آمریکا (MSAA) تأمین شد، بررسی ایمنی در استفاده از سم زنبور در افراد مبتلا به مولتیپل اسکلوروزیس(MS)بود.